# Cadaba benguellensis
Cadaba benguellensis là một loài thực vật có hoa trong họ Capparaceae. Loài này được Mendes mô tả khoa học đầu tiên năm 1967.